# Campeonato Paulista de Futebol de 2010 - Série A3
O Campeonato Paulista de Futebol de 2010 - Série A3 foi a 57.ª edição da terceira divisão do futebol paulista. Iniciou em janeiro de 2010, e terminou em 23 de Maio de 2010.

## Regulamento

### Primeira Fase
A Série A3 foi disputada por 20 clubes em turno único. Todos os times jogaram entre si uma única vez. Os oito primeiros colocados se classificam para a fase final e os quatro últimos serão rebaixados para a Série B de 2011.

### Fase Semifinal
Os oito classificados foram divididos em dois grupos de quatro jogando entre si em turno e returno. Os dois primeiros de cada grupo foram classificados para a Série A2 de 2011, já o primeiro colocado de cada grupo se classificarão para a fase final da competição.

### Fase Final
Na fase final da Competição, os primeiros colocados de cada grupo da Semifinal jogaram entre si em turno e returno, sagrando-se campeão o que somar o maior número de pontos ganhos, considerados exclusivamente os resultados obtidos nesta fase.

### Critérios de desempate
Caso haja empate de pontos entre dois clubes, os critérios de desempates serão aplicados na seguinte ordem:
1. Número de vitórias
2. Saldo de gols
3. Gols marcados
4. Confronto direto
5. Número de cartões vermelhos
6. Número de cartões amarelos
7. Sorteio público na sede da FPF

## Participantes
| Equipe              | Cidade         | Em 2009        | Estádio                  | Capacidade |
| ------------------- | -------------- | -------------- | ------------------------ | ---------- |
| Atlético Araçatuba  | Araçatuba      | 2º (Série B)   | Ademar de Barros         | 18.125     |
| Bandeirante         | Birigui        | 14º (Série A3) | Pedro Berbel             | 17.444     |
| Barueri *           | Barueri        | 12º (Série A3) | Arena Barueri            | 16.419     |
| Batatais            | Batatais       | 13º (Série A3) | Oswaldo Scatena          | 8.540      |
| Comercial           | Ribeirão Preto | 18º (Série A2) | Palma Travassos          | 27.000     |
| Ferroviária         | Araraquara     | 20º (Série A2) | Fonte Luminosa           | 19.545     |
| Força               | Caieiras       | 16º (Série A3) | Carlos Ferracini         | 8.456      |
| Francana            | Franca         | 8º (Série A3)  | Lancha Filho             | 15.445     |
| Itapirense          | Itapira        | 5º (Série A3)  | Coronel Francisco Vieira | 5.340      |
| Juventus            | São Paulo      | 17º (Série A2) | Rua Javari               | 7.000      |
| Lemense             | Leme           | 3º (Série B)   | Bruno Lazzarini          | 6.747      |
| Olímpia             | Olímpia        | 9º (Série A3)  | Tereza Breda             | 17.324     |
| Palmeiras B         | São Paulo      | 11º (Série A3) | Palestra Itália          | 27.650     |
| Penapolense         | Penápolis      | 7º (Série A3)  | Tenente Carriço          | 5.717      |
| Portuguesa Santista | Santos         | 19º (Série A2) | Ulrico Mursa             | 10.000     |
| Red Bull Brasil     | Campinas       | 1º (Série B)   | Moisés Lucarelli         | 19.722     |
| São Carlos          | São Carlos     | 10º (Série A3) | Luís Augusto de Oliveira | 11.134     |
| Taubaté             | Taubaté        | 4º (Série B)   | Joaquim de Morais Filho  | 18.546     |
| XV de Jaú           | Jaú            | 15º (Série A3) | Zezinho Magalhães        | 12.314     |
| XV de Piracicaba    | Piracicaba     | 6º (Série A3)  | Barão de Serra Negra     | 18.000     |

[*] Em 2010, o Campinas Futebol Clube passa a se chamar Sport Club Barueri.

## Classificação da Primeira Fase
| Paulista Série A3 2010 - Grupo 1                                                                                             | Paulista Série A3 2010 - Grupo 1 | Paulista Série A3 2010 - Grupo 1 | Paulista Série A3 2010 - Grupo 1 | Paulista Série A3 2010 - Grupo 1 | Paulista Série A3 2010 - Grupo 1 | Paulista Série A3 2010 - Grupo 1 | Paulista Série A3 2010 - Grupo 1 | Paulista Série A3 2010 - Grupo 1 | Paulista Série A3 2010 - Grupo 1 | Paulista Série A3 2010 - Grupo 1 | Paulista Série A3 2010 - Grupo 1 | Paulista Série A3 2010 - Grupo 1 |
| Time | Time                             | Pts                              | J                                | V                                | E                                | D                                | GP                               | GC                               | SG                               |                                  |                                  |                                  |
| --- | -------------------------------- | -------------------------------- | -------------------------------- | -------------------------------- | -------------------------------- | -------------------------------- | -------------------------------- | -------------------------------- | -------------------------------- | -------------------------------- | -------------------------------- | -------------------------------- |
| 1 | Red Bull Brasil                  | 40                               | 19                               | 12                               | 4                                | 3                                | 34                               | 17                               | 17                               |                                  |                                  |                                  |
| 2 | Comercial                        | 37                               | 19                               | 10                               | 7                                | 2                                | 32                               | 17                               | 15                               |                                  |                                  |                                  |
| 3 | Ferroviária                      | 33                               | 19                               | 10                               | 3                                | 6                                | 34                               | 24                               | 10                               |                                  |                                  |                                  |
| 4 | Palmeiras B                      | 32                               | 19                               | 10                               | 2                                | 7                                | 27                               | 26                               | 1                                |                                  |                                  |                                  |
| 5 | Penapolense                      | 31                               | 19                               | 9                                | 4                                | 6                                | 34                               | 24                               | 10                               |                                  |                                  |                                  |
| 6 | XV de Jaú                        | 31                               | 19                               | 8                                | 7                                | 4                                | 35                               | 25                               | 10                               |                                  |                                  |                                  |
| 7 | XV de Piracicaba                 | 30                               | 19                               | 8                                | 6                                | 5                                | 27                               | 17                               | 10                               |                                  |                                  |                                  |
| 8 | Juventus                         | 29                               | 19                               | 8                                | 5                                | 6                                | 34                               | 23                               | 11                               |                                  |                                  |                                  |
| 9 | Atlético Araçatuba               | 27                               | 19                               | 8                                | 3                                | 8                                | 24                               | 27                               | -3                               |                                  |                                  |                                  |
| 10 | Francana                         | 25                               | 19                               | 7                                | 4                                | 8                                | 20                               | 20                               | 0                                |                                  |                                  |                                  |
| 11 | Taubaté                          | 25                               | 19                               | 7                                | 4                                | 8                                | 32                               | 36                               | -4                               |                                  |                                  |                                  |
| 12 | Lemense                          | 25                               | 19                               | 6                                | 7                                | 6                                | 19                               | 20                               | -1                               |                                  |                                  |                                  |
| 13 | São Carlos                       | 24                               | 19                               | 6                                | 6                                | 7                                | 22                               | 19                               | 3                                |                                  |                                  |                                  |
| 14 | Barueri                          | 23                               | 19                               | 6                                | 5                                | 8                                | 25                               | 26                               | -1                               |                                  |                                  |                                  |
| 15 | Itapirense                       | 23                               | 19                               | 6                                | 5                                | 8                                | 25                               | 28                               | -3                               |                                  |                                  |                                  |
| 16 | Batatais                         | 23                               | 19                               | 6                                | 5                                | 8                                | 25                               | 41                               | -16                              |                                  |                                  |                                  |
| 17 | Força                            | 22                               | 19                               | 5                                | 7                                | 7                                | 22                               | 24                               | -2                               |                                  |                                  |                                  |
| 18 | Portuguesa Santista              | 20                               | 19                               | 6                                | 2                                | 11                               | 19                               | 29                               | -10                              |                                  |                                  |                                  |
| 19 | Olímpia                          | 16                               | 19                               | 4                                | 4                                | 11                               | 20                               | 45                               | -25                              |                                  |                                  |                                  |
| 20 | Bandeirante                      | 8                                | 19                               | 2                                | 2                                | 15                               | 10                               | 32                               | -22                              |                                  |                                  |                                  |
| Pts – Pontos ganhos; J – Jogos; V - Vitórias; E - Empates; D - Derrotas; GP – Gols pró; GC – Gols contra; SG – Saldo de gols |                                  |                                  |                                  |                                  |                                  |                                  |                                  |                                  |                                  |                                  |                                  |                                  |

|  |                                        |
|  | Zona de classificação à segunda fase   |
|  | Zona de rebaixamento à Série B de 2011 |

### Confrontos
Para ler a tabela, a linha horizontal representa os jogos da equipe como mandante. A coluna vertical indica os jogos da equipe como visitante.
Jogos da próxima rodada estão em vermelho.
Jogos "clássicos" estão em negrito.
Resultados estão em azul.
|                     | AAR | BAN | BAR | BAT | COM  | FER | FOR | FRA | ITA | JUV | LEM | OLI | PAL | PEN | PSA | RED | SCA | TAU | XVJ | XVP |
| ------------------- | --- | --- | --- | --- | ---- | --- | --- | --- | --- | --- | --- | --- | --- | --- | --- | --- | --- | --- | --- | --- |
| Atlético Araçatuba  | —   | 1-0 | 1-0 | *   | 2-1  | 3-5 | *   | *   | *   | *   | *   | *   | 2-1 | *   | 1-1 | 3-1 | *   | 4-1 | *   | 0-2 |
| Bandeirante         | *   | —   | *   | *   | *    | 1-5 | 1-2 | *   | *   | *   | 0-1 | 1-2 | *   | 0-1 | *   | 1-2 | *   | 0-0 | 1-1 | 1-0 |
| Grêmio Barueri      | *   | 2-0 | —   | *   | *    | 1-1 | 2-1 | *   | 4-2 | 1-1 | *   | *   | *   | 1-2 | 1-0 | *   | *   | 3-4 | 0-1 | *   |
| Batatais            | 1-1 | 1-0 | 2-1 | —   | *    | *   | *   | 2-3 | 3-1 | *   | *   | *   | 2-2 | *   | *   | 1-0 | *   | *   | 2-2 | 1-1 |
| Comercial           | *   | 1-0 | 1-1 | 6-1 | —    | 2-0 | 1-1 | *   | *   | *   | *   | 2-1 | *   | 2-0 | 1-0 | *   | *   | 1-1 | 1-1 | *   |
| Ferroviária         | *   | *   | *   | 1-0 | *    | —   | *   | *   | 1-0 | 4-3 | 2-0 | *   | 1-2 | 4-0 | 1-0 | 1-2 | 1-1 | *   | *   | 1-0 |
| Força               | 1-0 | *   | *   | 4-0 | *    | 0-1 | —   | 0-0 | 1-1 | 1-0 | 2-2 | 0-1 | *   | *   | *   | *   | *   | *   | *   | 1-1 |
| Francana            | 0-1 | 0-1 | 1-3 | *   | <1-1 | 2-0 | *   | —   | 1-1 | 0-0 | 0-1 | *   | *   | *   | *   | 0-1 | 1-2 | *   | *   | *   |
| Itapirense          | 3-1 | 2-0 | *   | *   | 1-2  | *   | *   | *   | —   | *   | 1-1 | 0-0 | 1-1 | 2-1 | 2-0 | *   | 3-2 | 3-2 | *   | *   |
| Juventus            | 2-1 | 5-2 | *   | 5-1 | 1-2  | *   | *   | *   | 1-0 | —   | *   | *   | 5-0 | 1-1 | *   | 1-2 | *   | *   | 1-1 | 2-1 |
| EC Lemense          | 1-0 | *   | 1-1 | 1-0 | 1-2  | *   | *   | *   | *   | 0-1 | —   | *   | *   | *   | 2-2 | *   | 0-0 | 2-0 | 1-1 | *   |
| Olímpia             | 2-0 | *   | 0-3 | 1-4 | *    | 3-3 | *   | 0-2 | *   | 3-0 | 0-0 | —   | *   | *   | *   | 0-4 | 0-3 | 1-4 | *   | *   |
| Palmeiras B         | *   | 2-1 | 3-1 | *   | 0-2  | *   | 3-2 | 2-0 | *   | *   | 0-1 | 3-0 | —   | 1-0 | *   | *   | *   | *   | 1-0 | *   |
| Penapolense         | 1-1 | *   | *   | 4-0 | *    | *   | 6-2 | 0-1 | *   | *   | 3-1 | 4-4 | *   | —   | 4-0 | 0-0 | 1-0 | *   | *   | 1-0 |
| Portuguesa Santista | *   | 1-0 | *   | 0-1 | *    | *   | 1-0 | 0-2 | *   | 2-1 | *   | 3-1 | 1-2 | *   | —   | 0-3 | *   | *   | 3-1 | 2-4 |
| Red Bull Brasil     | *   | *   | 4-0 | *   | 4-3  | *   | 1-2 | *   | 1-0 | *   | 3-2 | *   | 2-0 | *   | *   | —   | 1-0 | 1-1 | 1-1 | *   |
| São Carlos          | 3-0 | 3-0 | 1-0 | 2-2 | 1-1  | *   | 0-0 | *   | *   | 1-1 | *   | *   | 0-1 | *   | 1-0 | *   | —   | *   | *   | 0-2 |
| Taubaté             | *   | *   | *   | 6-1 | *    | 2-1 | 2-2 | 1-4 | *   | 0-3 | *   | *   | 2-1 | 2-1 | 1-3 | *   | 2-1 | —   | *   | *   |
| XV de Jaú           | 1-2 | *   | *   | *   | *    | 2-1 | 1-0 | 4-1 | 3-1 | *   | *   | 5-1 | *   | 2-4 | *   | *   | 3-1 | 3-1 | —   | *   |
| XV de Piracicaba    | *   | *   | 0-0 | *   | 0-0  | *   | *   | 0-1 | 3-1 | *   | 2-1 | 4-0 | 3-2 | *   | *   | 1-1 | *   | 1-0 | 2-2 | —   |